# Franziskanerkloster Cottbus

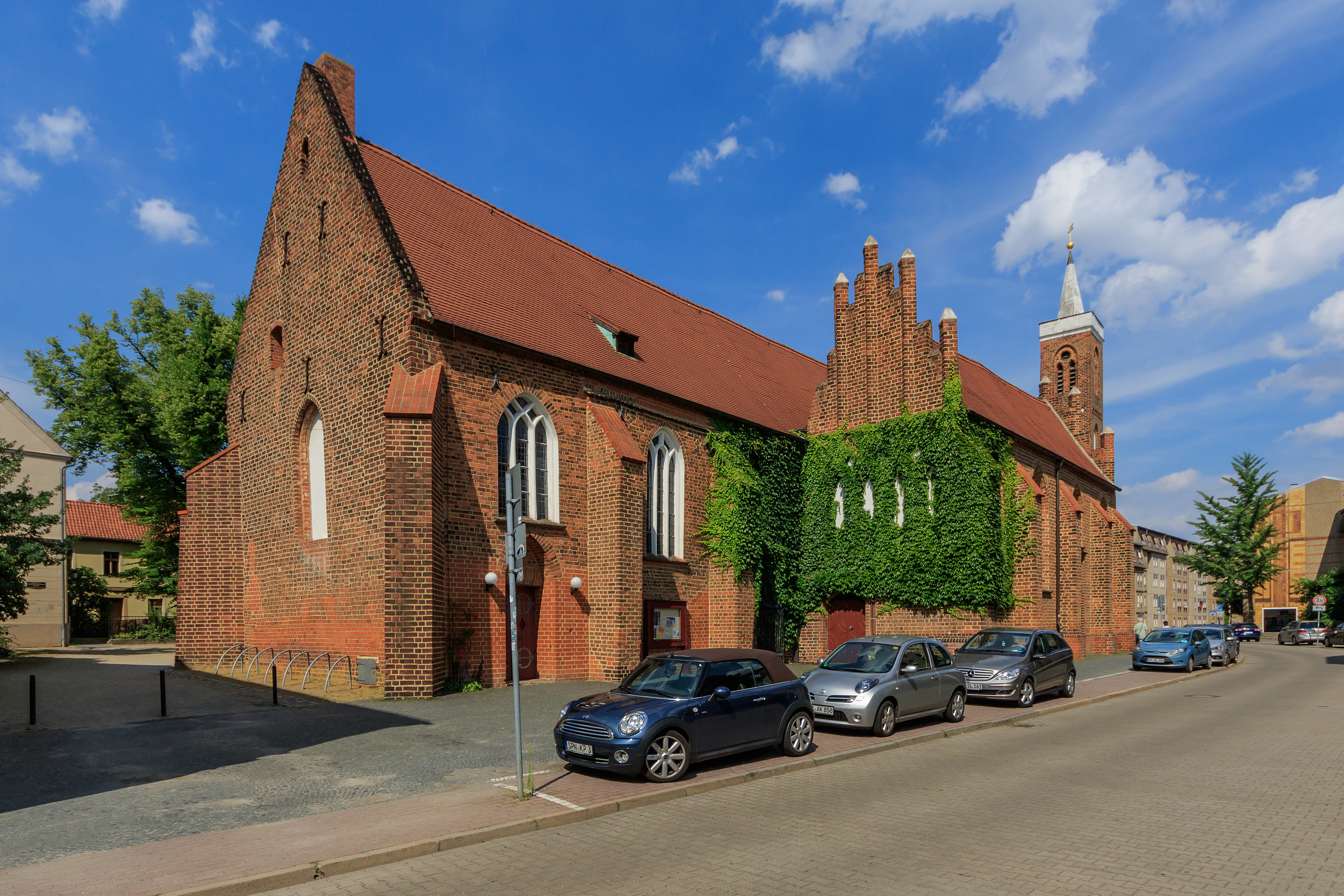
Klosterkirche

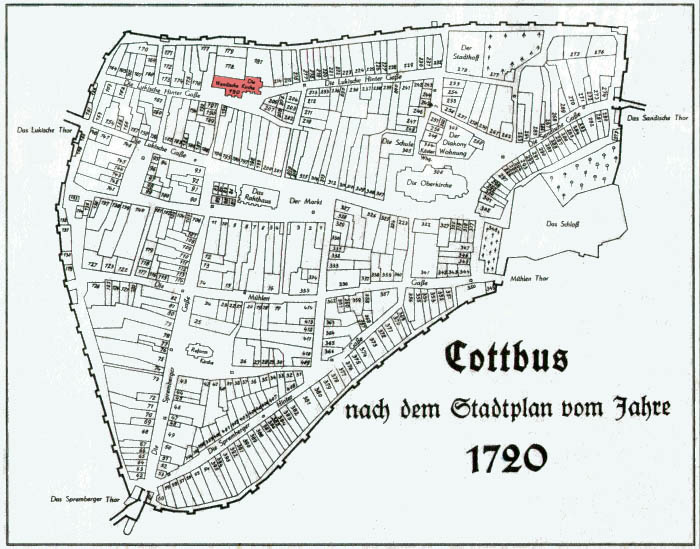
Lageplan: die frühere Klosterkirche ("Wendische Kirche") in der nordwestlichen Ecke der Stadt

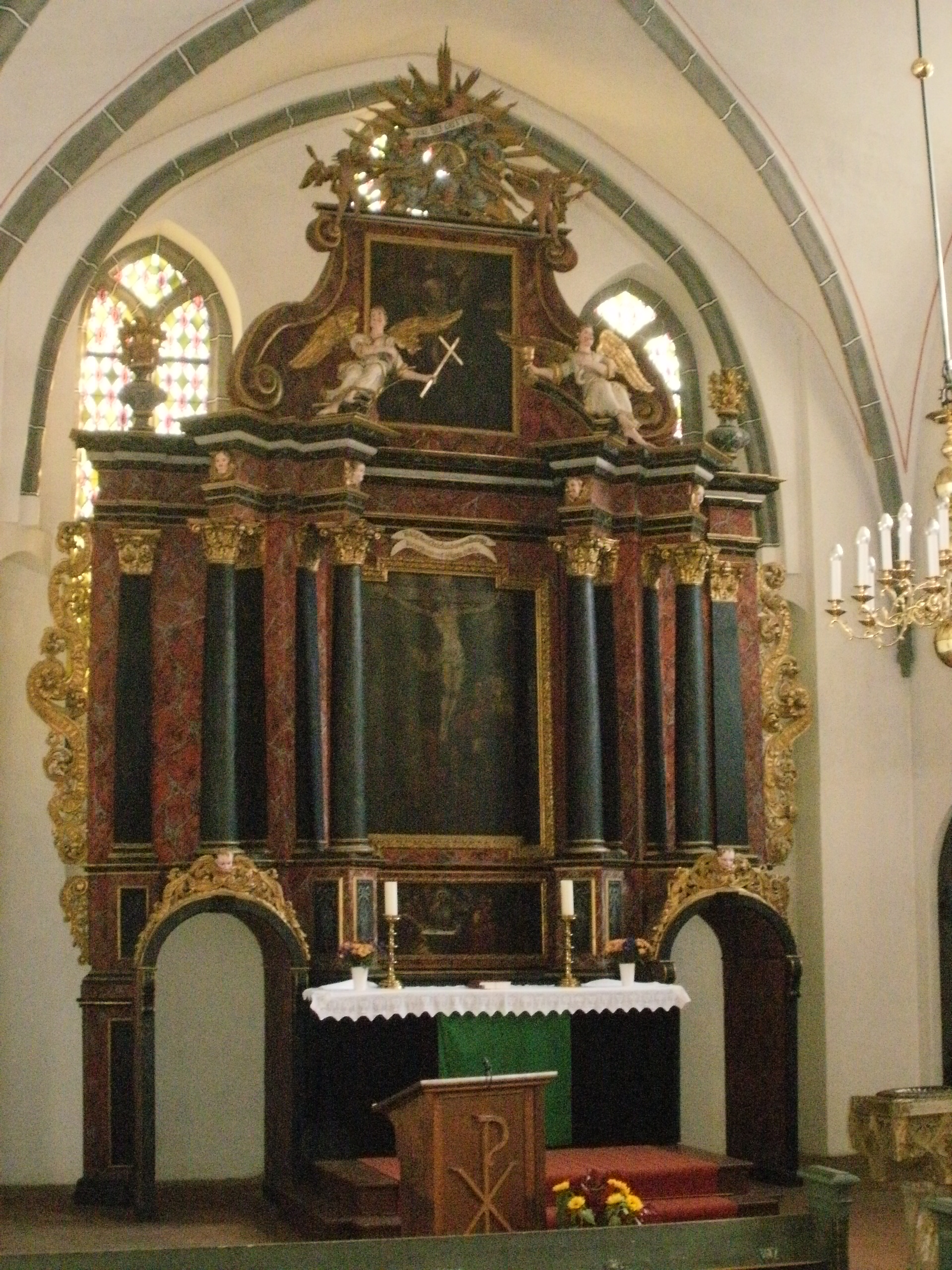
Altar der Klosterkirche

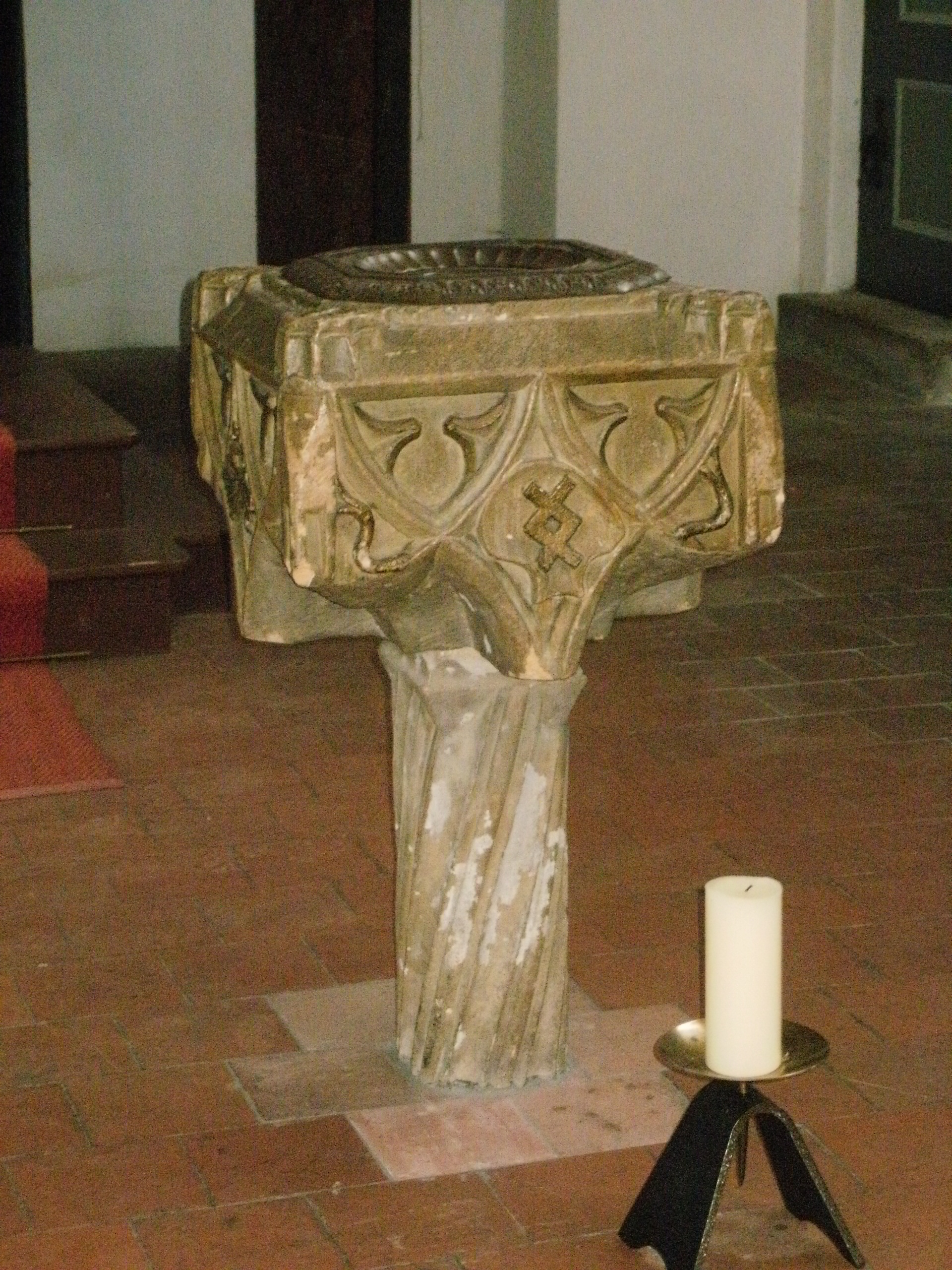
Taufstein

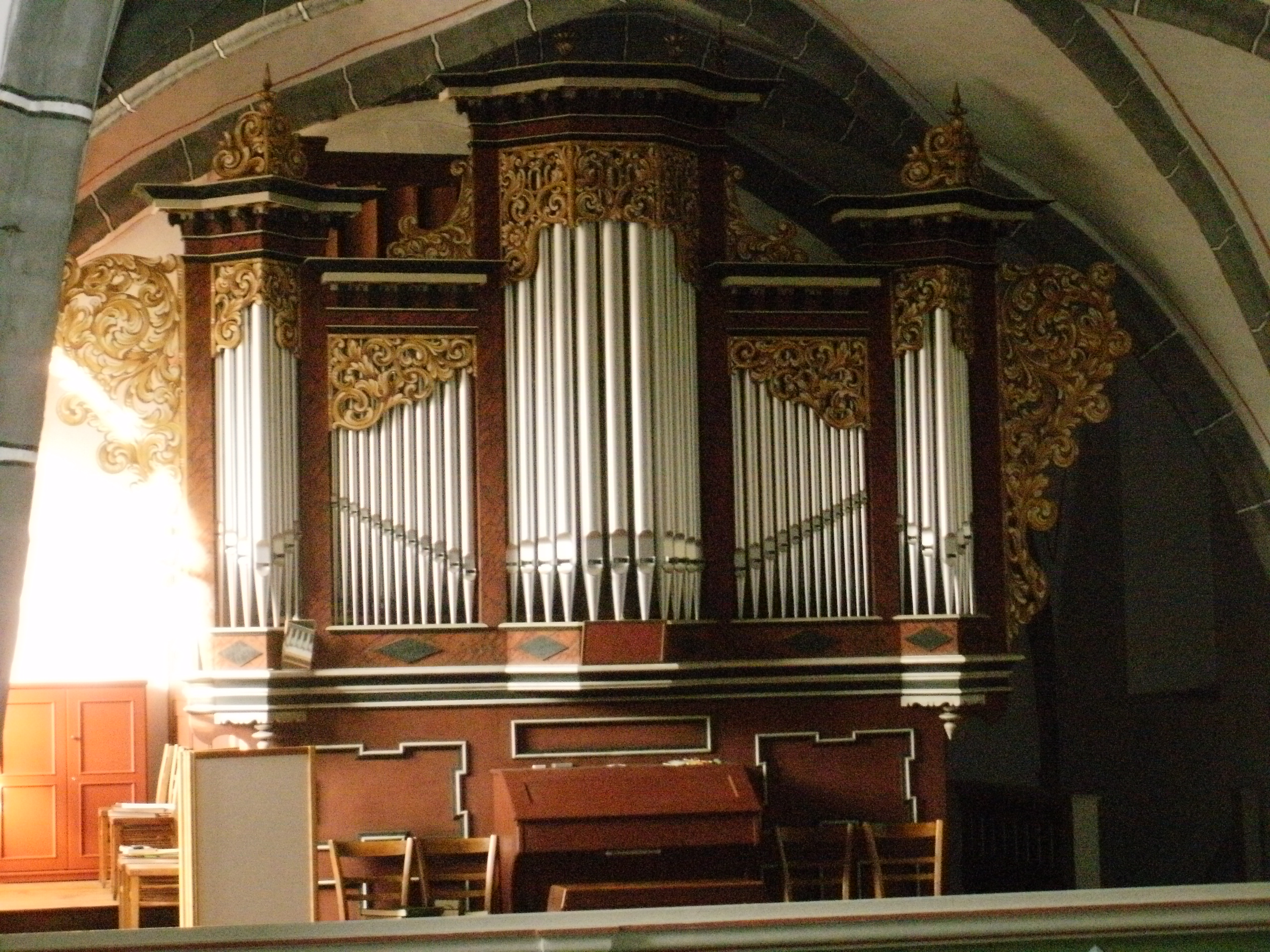
Orgel

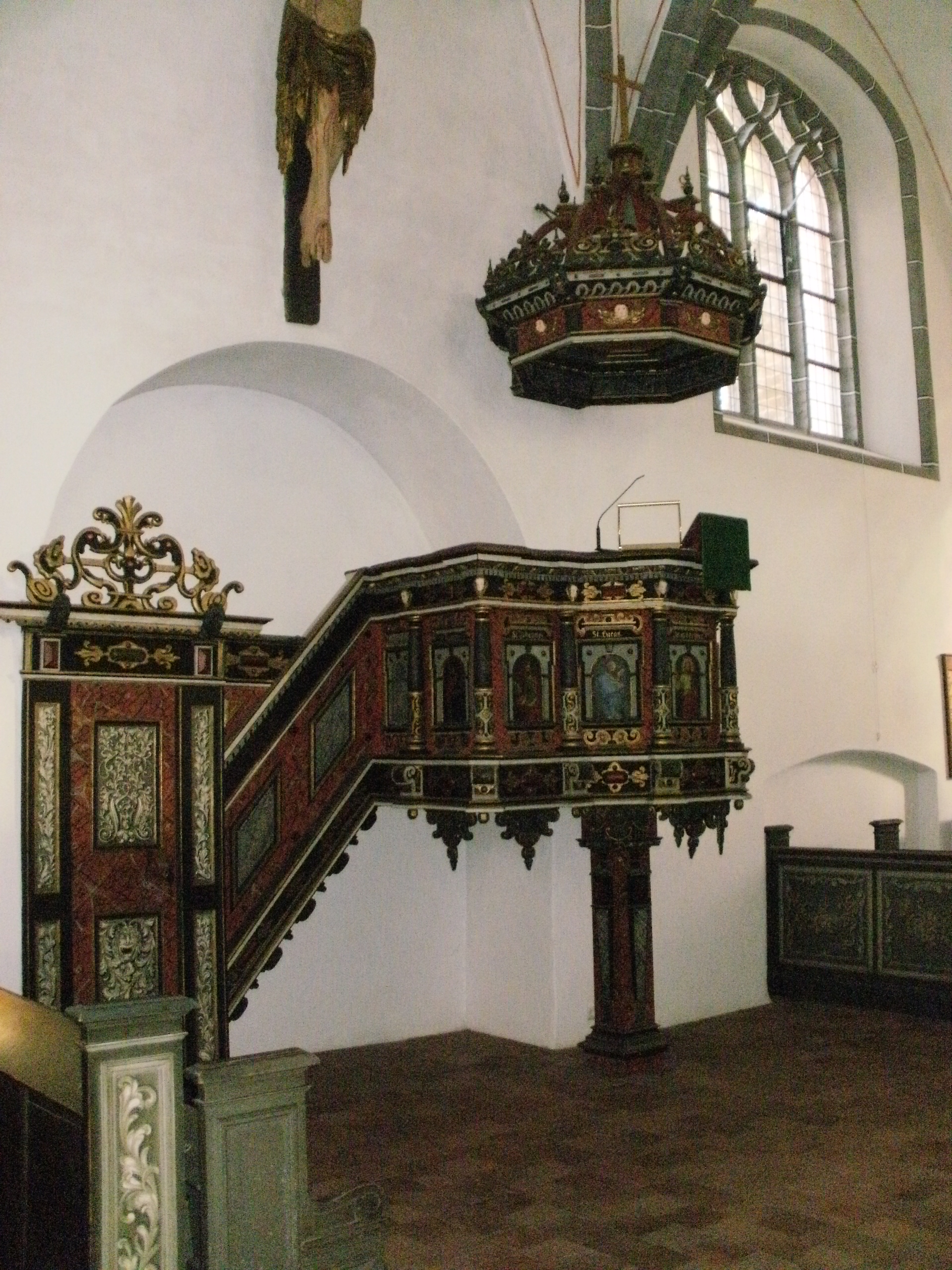
Kanzel

Das Franziskanerkloster war ein Kloster des Franziskanerordens in Cottbus in der Niederlausitz, das vom 13. bis zum 16. Jahrhundert bestand. Heute ist noch die Klosterkirche erhalten.

## Geschichte

### Gründung und Entwicklung im Mittelalter
Das genaue Gründungsjahr des Klosters ist nicht bekannt, sie lag vor 1343. Der Konvent gehörte mit den Klöstern in Meißen, Freiberg, Dresden, Oschatz, Torgau und Seußlitz zur Kustodie Meißen der ausgedehnten sächsischen Ordensprovinz (Saxonia). Wahrscheinlich erfolgte die Gründung um 1290/1300, möglicherweise durch Fredehelm von Cottbus († 1307) und dessen Frau Adelheid († 1309). Die noch erhaltene Grabplatte der beiden in der Klosterkirche weist auf eine mögliche Stiftung durch sie hin. Eine Urkunde Reinhards von Cottbus aus dem Jahre 1470 erwähnt, dass seine Vorfahren Stifter des Klosters gewesen seien.
Über die Frühzeit des Klosters gibt es kaum Informationen. Das Kloster lag in der Nordwestecke der Stadt Cottbus, die Klostergebäude waren nördlich an die Kirche angebaut und reichten vermutlich bis zur Stadtmauer, wie es bei Franziskanerklöstern in Norddeutschland damals häufig der Fall war. Die Franziskaner verfügten über Einkünfte in Dörfern um Cottbus. In Forst (1431 erwähnt) und Luckau (1524) gab es Termineien als Stützpunkte zum Almosensammeln. Der Cottbuser Konvent schloss sich 1489 der Observanzbewegung im Ordens an, die eine strengere Befolgung der Armutsgelübde anzielte. 1507 tagte im Kloster das Provinzkapitel der Saxonia, an dem vermutet 700 Ordensleute teilnahmen. Diese Versammlung setzte umfangreiche Baulichkeiten voraus. 1516/17 nutzte die Universität Frankfurt diese möglicherweise auch, als sie wegen der Pest von Frankfurt nach Cottbus umgezogen war.(?)

### Geschichte seit der Reformation
Dem Cottbuser Konvent entstammte der Theologe  Johann Briesmann (1488–1549), der sich Luther in Wittenberg angeschlossen hatte und  schon 1522 in Cottbus evangelisch predigte, worauf er im selben Jahr die Stadt wieder verlassen musste.
1537 wurde in Cottbus und der Neumark die Reformation durch den Markgrafen der Markgrafschaft Brandenburg-Küstrin, Johann von Küstrin, eingeführt. Der Markgraf hob im selben Jahr das Franziskanerkloster auf, und die Brüder mussten den Konvent verlassen.
Auf Empfehlung Martin Luthers war Johannes Lüdicke seit 1537 der erste evangelische Geistliche in Cottbus. Während der Rat das Besetzungsrecht für die Stellen erwarb, verblieb das Patronatsrecht offiziell beim Landesherrn. Die ehemalige Klosterkirche der Franziskaner war seitdem die Pfarrkirche für die wendische (sorbische) Bevölkerung, in deren Sprache der Gottesdienst gehalten wurde. Zum Pfarrsprengel gehörten die Dörfer  Sandow, Brunschwig, Ostrow, Schmellwitz und Döbbrick (zur Hälfte), seit Anfang  des 17. Jahrhunderts dann auch Branitz, Dissenchen, Merzdorf, Lakoma, Willmersdorf, ganz Döbbrick, Maiberg, Skadow, Saspow, Zahsow und Ströbitz. Bis zum Anfang des 20. Jahrhunderts wurde hier wendisch gepredigt und gesungen.
Heute ist sie Pfarrkirche der evangelischen  Klosterkirchengemeinde im Kirchenkreis Cottbus der Evangelischen Kirche Berlin-Brandenburg-schlesische Oberlausitz. Zu ihr gehören die Dörfer  Schmellwitz, Willmersdorf, Saspow, Skadow, Döbbrick, Maiberg, Ströbitz und Zahsow.

## Baubeschreibung
Vom ehemaligen Kloster ist heute noch die Kirche erhalten. Diese ist ein 55,22 Meter langer längsrechteckiger Backsteinbau. Das Äußere der Kirche ist als Bettelordenskirche schlicht gehalten und besteht aus einem langgestreckten und eingewölbten Hauptschiff mit durchgehendem Satteldach und einem in der Mitte der Südseite angefügten schmalen asymmetrischen Seitenschiff mit parallelem Satteldach. An der Südostecke befindet sich ein schlanker Turm auf einem vierkantigen Unterbau und in der östlichen Nordseite die Sakristei. In der Kirche befanden sich auch Altäre Cottbuser Gewerke;  ein Altar der Brauer wird noch 1526 erwähnt, was darauf hindeutet, dass auch am Cottbuser Kloster Memorialstiftungen der Zünfte bestanden.
Über Einzelheiten der Klostergebäude ist kaum etwas bekannt. Sie befanden sich an der Nordseite der Kirche und waren durch einen Kreuzgang verbunden. Durch Verputz bzw. Neuverblendung sind jedoch die letzten sichtbaren Spuren an der Kirche verschwunden. Letzter Rest des Ostflügels der Klausur, der an den Chor der Kirche anschloss, ist die Sakristei ganz im Osten der Nordseite der Kirche. Ursprünglich ragte sie etwas über die Ostmauer hinaus und wurde erst 1832 verkürzt. Erwähnt wurden 1443 die Badestuben des Klosters und 1577 das vermietete Klostergewölbe. Teile der Friedhofsmauer waren bis 1729 im Bereich des jetzigen Klosterplatzes vorhanden. Der letzte Teil der Klostergebäude und des Kreuzgangs soll erst 1852 abgetragen worden sein.